# Brutal: Paws of Fury
Brutal: Paws of Fury är ett fightingspel utvecklat av Gametek och utgivet 1994. Huvudfigurerna är antrofomorfiska djur. Genom ett lösenordssystem kan man lära sig olika stridstekniker, och spara dem.

### Fotnoter
1. 1 2 3  ”Brutal: Paws of Fury” (på engelska). Gamefaqs. Arkiverad från originalet den 2 november 2012. https://web.archive.org/web/20121102032738/http://www.gamefaqs.com/snes/563531-brutal-paws-of-fury/data. Läst 3 maj 2014.